# 제3금융권
제3금융권(第三金融圈)은 금융기관이 아니면서 대부업 등을 영위하는 업체들을 의미하는 비공식적인 명칭이다. 법적으로 금융기관은 은행 등의 제1금융권과 저축은행, 신용협동조합, 보험회사 등 제2금융권까지만을 의미하며, 대부업체들은 법적으로 금융기관이 아니므로 금융권에 들어가지 않는다. 따라서 제3금융권이라는 말은 공식적인 용어가 아니지만, 대부업체들을 제1, 제2금융권과 비교되는 개념으로 표현할 때 비공식적으로 종종 사용된다. 사금융권이라고 칭하기도 한다. 자세한 내용은 대부업 항목 참조.

## 같이 보기
- 제1금융권
- 제2금융권
- 대부업
- 사금융